# 中越水電
中越水電株式会社（ちゅうえつすいでん かぶしきがいしゃ）は、大正後期から昭和初期にかけて存在した日本の電力会社である。北陸電力送配電管内にかつて存在した事業者の一つ。
本社は富山市。元は熊野川での水力発電を目的としていたが、積極的に事業統合を進めて富山県の東西に広く供給区域を広げた。さらに富山市内への進出を狙うが、1928年（昭和3年）に競合会社の富山電気（後の日本海電気）へと合併された。

## 沿革
中越水電は「中越電気工業株式会社」の社名で設立された。設立日は1918年（大正7年）7月28日。資本金は50万円で、本社は当初富山県上新川郡熊野村悪王寺（現・富山市悪王寺）、翌年12月以降富山市総曲輪に置かれた。設立の中心となったのは太田村の池上健二を中心とする上新川郡6か村の地主である。当初許可を得た供給区域は、富山電気（後の日本海電気）の供給区域から外れていた上新川郡南部の8村で、神通川水系熊野川に水利権を得て供給区域内の大山村（現・富山市）に出力1,400キロワットの水力発電所（熊野川第一発電所）を建設した。名古屋逓信局の資料によると開業は1920年（大正9年）1月23日であった。
中越電気工業は開業直後から積極経営を展開する。まず1921年（大正10年）6月26日、県西部の東礪波郡・西礪波郡に供給区域を持つ両砺水電（1919年11月設立）を合併し、供給区域を拡大した。このとき社名を中越水電と改めている。11月には熊野川第二発電所（出力320キロワット）が運転を開始し、12月26日には県東部の愛本電気を合併した。この愛本電気は1914年12月設立、翌年8月に開業した事業者で、黒部川から取水する用水路の水と段丘の崖を利用した下立発電所（出力57キロワット）を建設し、下新川郡舟見町（現・入善町）などに供給していた。
1923年（大正12年）も合併が相次いだ年で、まず7月16日に中越電気から事業を譲り受けた。同社は東礪波郡福野町（現・南砺市）の事業者で、1911年12月に「福野電灯」として設立、1913年6月に受電により開業し、1919年には広瀬村に小水力発電所（鎗ノ先発電所・出力20キロワット）を建設していた。中越電気への社名変更は1918年6月である。これに次いで中越水電は1923年7月27日、雄神村（現・砺波市）の雄神電気を合併した。同社は1920年3月設立、1921年4月の開業である。さらに同年11月28日付で布施川水力電気（1919年5月設立）および大越電力を合併した。
事業統合の結果、中越水電の電源は自社建設の熊野川第一・第二両発電所に布瀬川発電所と下立発電所が加わり、さらに1924年（大正13年）8月に小口川第一発電所（出力2,600キロワット）、1926年（大正15年）11月に熊野川第三発電所（1,150キロワット）がそれぞれ完成して、6か所の水力発電所で総発電力は合計5,857キロワットとなった。電源拡充に並行して大口需要家の獲得に努め、1925年12月には富山市近隣の金山電化工業所（現・燐化学工業）への電力供給を開始し、1926年8月には日本曹達富山工場（1942年閉鎖）にも供給を始めている。特に日本曹達は大口需要家を探す中越水電と、低廉な電力を求める日本曹達の意向が一致した結果の工場進出であった。供給電力は1,000キロワットで、この電力を元に工場では粗金属ソーダやフェロアロイを製造した。これらの工場所在地は富山電気の供給区域であるため、中越水電の進出は同社に脅威を与えたという。
中越水電の大口供給は富山県内に留まらず隣の石川県にも及び、1924年3月に新工場を建設中の金沢紡績（大和紡績の前身）と700キロワット余りの供給契約を結んだ。中越水電では金沢紡績から融資を受けて富山県側の福野変電所から工場のある石川県石川郡戸板村（現・金沢市）まで送電線を建設、途中逓信省の許可なしで工事を進めたことから工事中止を命ぜられたが1925年2月に送電が許可された。
1927年（昭和2年）4月、中越水電は資本金を335万円から415万円増資し750万円とすると決議した。ところが同年5月25日、社長の池上健二が発電所工事視察中の事故で死去した（後任社長には大同電力の斎藤直武が就任）。事業拡大の中心人物であった池上の死去で中越水電は勢いを失い、富山電気と合併することとなった。同年8月12日、中越水電では富山電気との合併ならびに会社解散を決議。翌1928年（昭和3年）6月1日に合併が成立し消滅した。

### 年表
- 1918年（大正7年）
  - 9月 - 中越電気工業株式会社設立。
- 1920年（大正9年）
  - 1月23日 - 開業。
- 1921年（大正10年）
  - 6月26日 - 両砺水電を合併。中越水電株式会社へ社名変更。
  - 11月27日 - 熊野川第二発電所運転開始。
  - 12月26日 - 愛本電気を合併。
- 1923年（大正12年）
  - 7月16日 - 中越電気から事業を譲り受ける。
  - 7月27日 - 雄神電気を合併。
  - 11月28日 - 布施川水力電気・大越電力を合併。
- 1924年（大正13年）
  - 8月2日 - 小口川第一発電所運転開始。
- 1926年（大正15年）
  - 11月12日 - 熊野川第三発電所運転開始。
- 1928年（昭和3年）
  - 6月1日 - 富山電気と合併、中越水電解散。

## 供給区域と供給成績
1927年（昭和2年）5月末時点における中越水電の供給区域は以下の50町村であった。
| 富山県              | 富山県 |
| ------------------- | --- |
| 下新川郡 （17町村） | 天神村・西布施村（現・魚津市）、 石田村・若栗村・前沢村・田家村・東布施村・浦山村・下立村・内山村・愛本村（現・黒部市）、 小摺戸村・新屋村・舟見町（現・入善町）、 五箇庄村・大家庄村・野中村（現・朝日町） |
| 上新川郡 （9村）    | 蜷川村・太田村・月岡村・熊野村・新保村・船峅村・福沢村・大庄村・大山村（現・富山市） |
| 東礪波郡 （10町村） | 栴檀山村・雄神村（現・砺波市）、 福野町・野尻村・南野尻村・広塚村・北山田村・山田村・北野村・井口村（現・南砺市）                                                                                           |
| 西礪波郡 （12町村） | 東石黒村・吉江村・東太美村・西太美村・広瀬館村・広瀬村・石黒村・南蟹谷村（現・南砺市）、西野尻村（現・南砺市・小矢部市）、 藪波村・東蟹谷村・北蟹谷村（現・小矢部市）                                       |
| 石川県              | |
| 河北郡 （2村）      | 笠谷村・倶利伽羅村（現・津幡町） |

上記の供給区域において、1927年末時点で電灯4万342灯（需要家数1万6217戸）、電動機154台・計1408.75馬力を供給した。またその他の従量電力供給先として立山水力電気（5,700キロワットを供給）など計8事業者があり、合計8,350キロワットを送電していた。

## 発電所一覧
中越水電が運転していた発電所は以下の通り。いずれも富山県内である。
| 発電所名   | 種別 | 出力 (kW) | 所在地・河川名                                              | 運転開始      | 備考                                          |
| ---------- | ---- | --------- | ----------------------------------------------------------- | ------------- | --------------------------------------------- |
| 熊野川第一 | 水力 | 1,400     | 上新川郡大山村（現・富山市） （河川名：神通川水系熊野川）   | 1920年1月     | 1986年10月廃止                                |
| 熊野川第二 | 水力 | 320       | 上新川郡大山村（現・富山市） （河川名：神通川水系熊野川）   | 1921年11月    | 現・北電熊野川第二発電所                      |
| 熊野川第三 | 水力 | 1,150     | 上新川郡大山村（現・富山市） （河川名：神通川水系熊野川）   | 1926年11月    |                                               |
| 小口川第一 | 水力 | 2,600     | 上新川郡大山村（現・富山市） （河川名：常願寺川水系小口川） | 1924年8月     | 現・北電小口川第一発電所                      |
| 布瀬川     | 水力 | 330       | 下新川郡東布施村（現・黒部市） （河川名：片貝川水系布施川） | （1922年3月） | 前所有者：布瀬川水力電気 現・北電布施川発電所 |
| 下立       | 水力 | 57        | 下新川郡下立村（現・黒部市） （河川名：黒部川）             | （1915年8月） | 前所有者：愛本電気 1937年廃止                 |